# Erdgas Ostschweiz
Die Erdgas Ostschweiz AG (EGO) ist eine der vier Regionalgesellschaften für die Gasversorgung der Schweiz. Das Unternehmen betreibt und wartet das grösste Erdgashochdrucknetz des Landes, das eine Länge von rund 607,5 Kilometer aufweist. Die EGO mit Sitz in Zürich wurde am 31. Januar 1966 unter dem Namen Gasverbund Ostschweiz AG (GVO) gegründet. Der Gashandel ist in die Tochtergesellschaft Open Energy Platform AG (OpenEP) ausgelagert, die 2018 gegründet wurde.
Die EGO verteilt jährlich rund 11 Terawattstunden Erdgas und Biogas in der Nordostschweiz, was rund ein Drittel des gesamtschweizerischen Verbrauchs entspricht. Das Gas wird von den Importstellen bis zu den angeschlossenen Lokalversorgern transportiert. Die EGO betreibt zwei Zollmessstationen, über welche die vertraglich vereinbarten Erdgasmengen aus den vorgelagerten Systemen übernommen werden und etwa 80 Druckreduzierstationen, über welche das Gas in die Lokalnetze eingespeist wird.
Das Unternehmen betreibt zwei Zollmessstationen, über welche die vertraglich vereinbarten Erdgasmengen aus den vorgelagerten Netzen übernommen werden, sowie 80 Druckreduzierstationen, über die das Gas in die Lokalnetze eingespeist wird.
Die Erdgas Ostschweiz AG ist im Besitz von elf Aktionären, wobei die Energie 360 Grad AG, die ehemalige Gasversorgung Zürich, mit einer Beteiligung von 65,98 % der grösste Aktionär ist. Gefolgt wird sie von den Städten St. Gallen (7,01 %) und Schaffhausen (4,88 %), dem Regionalversorger GRAVAG Energie (4,59 %), den Städten Winterthur (4,20 %) und Wil SG (3,62 %).
Die Aktionäre setzen sich aus eigenständigen Unternehmen sowie Einrichtungen der öffentlichen Verwaltung zusammen.